# القناص (مسلسل بحريني)
القناص مسلسل بحريني درامي أنتج عام 2006 تأليف جمال صقر إخراج رائد الدرازي وبطولة هيثم الدرازي وغيرهم من الفنانين البحرينين ..

## طاقم العمل
العمل من إخراج : رائد الدرازي ومن بطولة :
- هيثم الدرازي
- مبارك خميس
- ابتسام العطاوي
- شفيقة يوسف
- ابتسام عبد الله